# Real-time Transport Protocol
Real-time Transport Protocol eller kort RTP er en IP-baseret protokol, der er designet til distribution af internetradio og digital video over intranet og internettet.
RTP-datastrømmen styres af RTSP.